# Compsobuthus berlandi
Espèce
Compsobuthus berlandi est une espèce de scorpions de la famille des Buthidae.

## Distribution
Cette espèce se rencontre en Mauritanie et en Algérie.

## Description
La femelle holotype mesure 38 mm.

## Étymologie
Cette espèce est nommée en l'honneur de Lucien Berland.

## Publication originale
- Vachon, 1950 : « À propos d'un nouveau scorpion de Mauritanie: Compsobuthus berlandi n. sp. » Bulletin du Muséum national d'histoire naturelle, sér. 2, vol. 22, no 4, p. 456-461 (texte intégral).